# Porpidia striata
Porpidia striata är en lavart som beskrevs av Fryday 2005. Porpidia striata ingår i släktet Porpidia och familjen Porpidiaceae.   Inga underarter finns listade i Catalogue of Life.